# دانیال شه‌بخش
دانیال شه‌بخش (زادهٔ ۲۸ اسفند ۱۳۷۸) بوکسور اهل ایران است. او در سال ۲۰۲۱ نائب قهرمان آسیا در سبک‌وزن شد. وی همچنین از نمایندگان ایران در بازی‌های المپیک تابستانی ۲۰۲۰ بود.
در سال ۱۴۰۰ و در مسابقات بوکس قهرمانی جهان ۲۰۲۱ در شهر بلگراد، صربستان وی توانست اولین مدال تاریخ بوکس ایران را در مسابقات قهرمانی جهان کسب کند.